# Liparetrus consanguineus
Liparetrus consanguineus är en skalbaggsart som beskrevs av Blackburn 1905. Liparetrus consanguineus ingår i släktet Liparetrus och familjen Melolonthidae. Inga underarter finns listade i Catalogue of Life.